# ディスタゴン

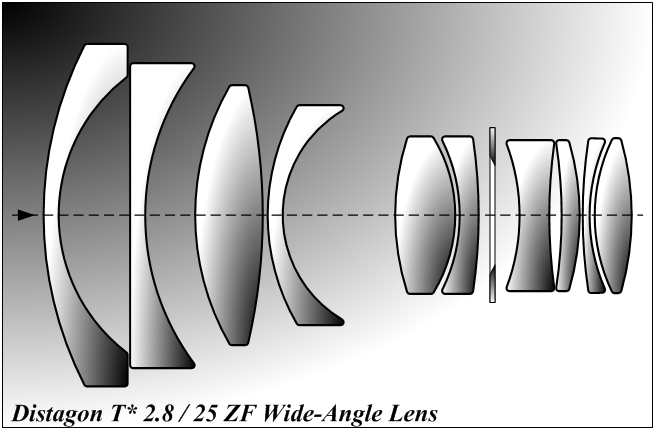
ディスタゴン

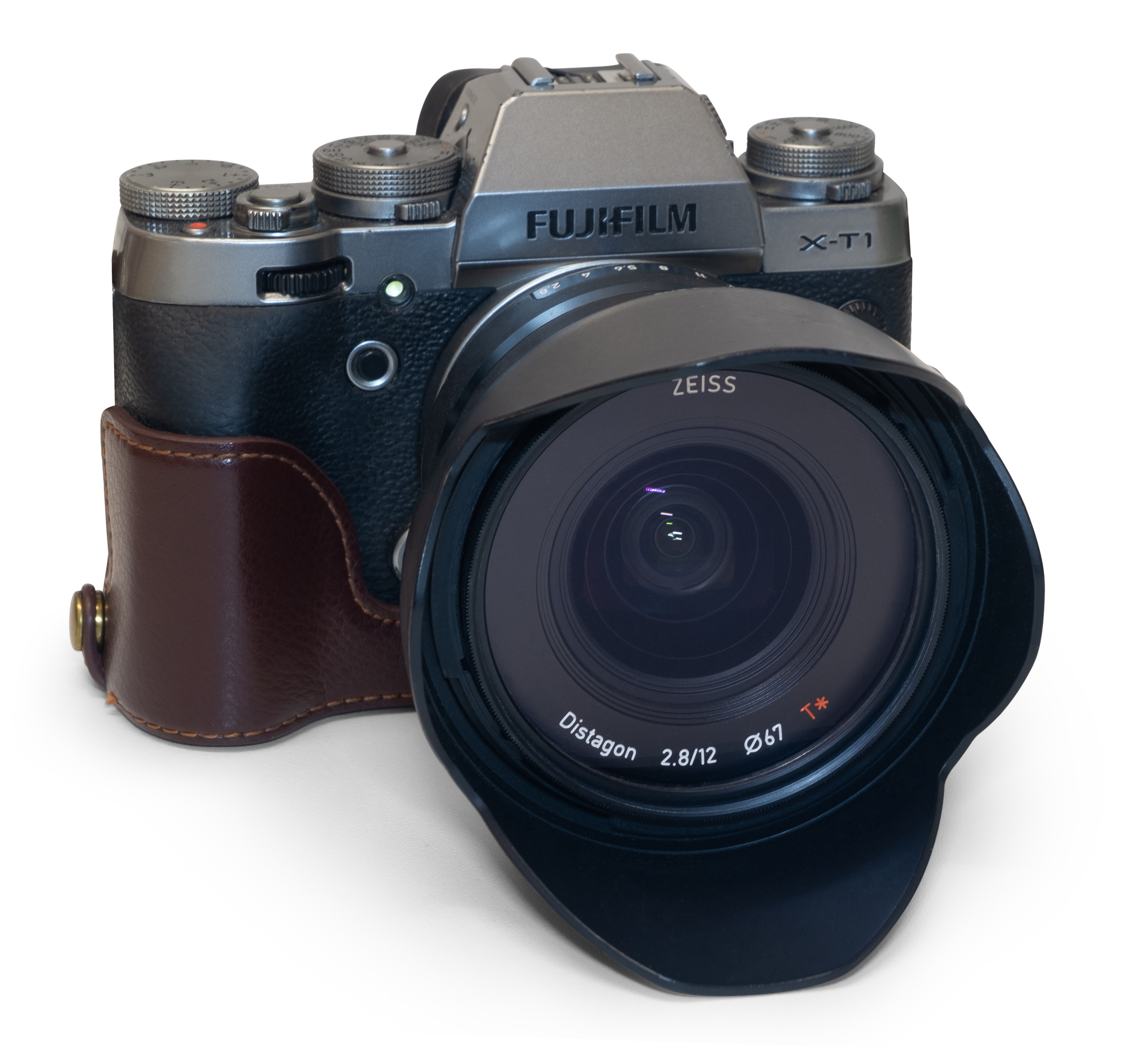

ディスタゴン（Distagon ）はドイツ連邦共和国（西ドイツ）のエルハルト・グラッツェルにより開発された逆望遠型広角レンズに使われたレンズブランドである。バックフォーカスを大きく取れるためビオゴン型の使えない一眼レフカメラ用に多く見られる。名称はディスタンス（距離）とゴン（角度）から。
1963年コンピュータの威力を借りて25mmF2.8と35mmF2、1966年には18mmF4、1976年には25mmF2.8と35mmF2.8が設計された。また1972年に設計された35mmF1.4は非球面レンズと近距離補正機構を採用し広角であるにもかかわらず収差を克服して明るさの限界に挑んだ画期的な製品であり、世界のレンズ設計者を驚嘆させた。

## 製品一覧
アルファベット順に記述する。

### キヤノンEFマウント
- ディスタゴン15mmF2.8 - コシナ製。ZEマウント。
- ディスタゴン18mmF3.5 - コシナ製。ZEマウント。
- ディスタゴン21mmF2.8 - コシナ製。ZEマウント。
- ディスタゴン25mmF2 - コシナ製。ZEマウント。
- ディスタゴン28mmF2（2007年発売） - コシナ製。ZEマウント。
- ディスタゴン35mmF1.4 - コシナ製。ZEマウント。
- ディスタゴン35mmF2（2007年発売） - コシナ製。ZEマウント。

### ニコンFマウント
ZFマウントはAi-S相当。ZF.2マウントはAi-P相当。
- ディスタゴン15mmF2.8 - コシナ製。ZF.2マウント。
- ディスタゴン18mmF3.5 - コシナ製。ZFマウント、ZF.2マウント。
- ディスタゴン21mmF2.8 - コシナ製。ZFマウント、ZF.2マウント。
- ディスタゴン25mmF2 - コシナ製。ZF.2マウント。
- ディスタゴン25mmF2.8（2007年発売） - コシナ製。ZFマウント、ZF.2マウント。
- ディスタゴン28mmF2（2007年発売） - コシナ製。ZFマウント、ZF.2マウント。
- ディスタゴン35mmF1.4 - コシナ製。ZF.2マウント。
- ディスタゴン35mmF2（2007年発売） - コシナ製。ZFマウント、ZF.2マウント。

### ペンタックスKマウント
- ディスタゴン18mmF3.5 - コシナ製。ZKマウント。
- ディスタゴン25mmF2.8（2007年発売） - コシナ製。ZKマウント。
- ディスタゴン28mmF2（2007年発売） - コシナ製。ZKマウント。
- ディスタゴン35mmF2（2006年発売） - コシナ製。ZKマウント。

### ローライフレックス6×6cm判二眼レフ用
ディスタゴン55mmF4がワイドローライフレックスに固定装着されている。

### ソニーAマウント
- ディスタゴン24mmF2ZA（2010年発売）

### ソニーEマウント
- ディスタゴンFE35mmF1.4ZA（2015年発売）

### ソニーサイバーショット用
- ディスタゴン6.85mmF2.8（1999年） - ライカ判換算37mm。DSC-F55K、DSC-F55V、DSC-F55DXに内蔵。初めてデジタルスチルカメラに内蔵されたカール・ツァイスレンズ。
- ディスタゴン7.65mmF2.8（2002年） - ライカ判換算37mm。DSC-FX77、DSC-F77、DSC-F77Aに内蔵。

### 関わった設計者
- エルハルト・グラッツェル